# ニッセン・クレジットサービス
ニッセン・クレジットサービス株式会社（英: Nissen Credit Service Co., Ltd.）は、京都府京都市においてクレジットカード事業を行っている株式会社である。

## 概要
2000年10月、通信販売大手のニッセンを擁するニッセンホールディングスと、日本でもクレジット事業を行っていたGE（ゼネラル・エレクトリック）の2社が出資し、ニッセン・ジー・イー・クレジット株式会社として設立された。2016年12月、新生銀行（現・SBI新生銀行）がGEの持株譲渡を受け、2017年6月、商号をニッセン・クレジットサービス株式会社に変更した。有効会員数は300万人。

## クレジットカード

### 提携カード
- n,カードJCB
2014年4月に「マジカルクラブTカードJCB」として発行を開始、TポイントがVポイントへ統合された後の2024年10月1日に名称変更が行われた[3]。国際ブランドであるJCBを付帯している提携カード。利用額に応じVポイントが付与される。

- マジカルクラブカード
2014年3月で新規発行を終了。国際ブランドを付帯していない為、ニッセンでのショッピングしか利用出来ない。利用額に応じマジカルポイントが付与された。

- マジカルクラブカードJCB
2014年3月で新規発行を終了。マジカルクラブカードにJCBブランドを付帯した提携カード。利用額に応じマジカルポイントが付与された。

## 加盟・登録状況
登録番号
- 包括信用購入あっせん業者登録番号： 近畿(包)第20号
- 貸金業者登録番号： 近畿財務局長(4)第00732号
- 日本貸金業協会会員： 第002848号
- 社団法人日本クレジット協会会員： 第123970000号

加盟協会
- 社団法人日本クレジット協会
- 日本貸金業協会

加盟認定個人情報保護団体
- 社団法人日本クレジット協会

加盟先個人信用情報機関
- 株式会社シー・アイ・シー